# Haus Mayenne
Das Haus Mayenne ist eine Familie der westfranzösischen Adels, die vom 11. bis zum 13. Jahrhundert existierte. Sie hatte von Graf Fulko III. von Anjou, also vor 1040, die Burg Mayenne an der Straße von Le Mans nach Fougères erhalten und nahm damit Grenzaufgaben gegenüber der Bretagne wahr. Nach ihrem Aussterben im Mannesstamm fiel Mayenne an Alain II. d’Avaugour aus dem Ersten Haus Avaugour, den Sohn der wohl letzten Familienangehörigen.

## Stammliste
1. Haymon de Mayenne (Haymonis de Medano), wohl 997/1013 bezeugt, † nach 1014, wohl 1030
  1. Geoffroy (I.) de Mayenne (Gaufridus), 1046–47 bezeugt, erhielt Mayenne von Fulko Nerra, also vor 1040, Seigneur de Mayenne
    1. Gauthier (I.) de Mayenne, * 1020/30, Seigneur de Mayenne; ⚭ wohl vor 1046/47 Adeline
    2.  ? Geoffroy (II.) de Mayenne[1], † 1098 nach April, Baron de Mayenne, Seigneur de La Chartre-sur-le-Loir, nahm 1066 an der Normannischen Eroberung Englands teil; ⚭ (1) vor 1059 Mahaut/Mathilde d’Alluyes, † nach 1079, Tochter von Gauthier d‘Alluyes, Witwe von Guillaume (I.) Goët, Seigneur de Montmirail, d’Authon etc. (Haus Gouët); ⚭ (2) Hildeberge de Cornouaille, Tochter von Hoël, Comte de Cornouaille (Haus Cornouaille), und Havise de Bretagne; Geoffroy II. hatte 1070/71 eine außereheliche Beziehung zu Gersende du Maine, Tochter von Heribert (I.) (Zweites Haus Maine), und wird in dieser Zeit als Comte du Maine bezeichnet.
      1. Hamelin de Mayenne, vor 1059 und 1066/98 bezeugt
      2. Gauthier (II.) de Mayenne, vor 1059 bezeugt, † nach 18. Dezember 1116 in Italien, 1114 Sire de Mayenne, nahm 1096/98 am Ersten Kreuzzug teil; ⚭ Adeline (Alix) (de Beaugency oder de Presles), 1108/14 und um 1125 bezeugt
        1. Hamelin de Mayenne, um 1106 und nach 1116 bis vor 1121 bezeugt, Seigneur de Mayenne, Seigneur de Gorron, d’Ambrières et de Châteauneuf, die er mit Heinrich I. von England gegen South Petherton (Somerset), sowie Black Torrington und Nimet (Devon) tauschte
        2. Juhel (I.) de Mayenne, um 1106 bezeugt, † 23. Dezember 1161, 1120 Sire de Mayenne, 1135 Seigneur de  Gorron, d’Ambrières et de Châteauneuf, 1130 (mit Besitz) in Middlesex bezeugt, 1157 (mit Besitz) in Somerset und Devonshire bezeugt, bestattet in Évron, ⚭ vor 1120 Clémence de Ponthieu, 1120/50 bezeugt, † 30. November vor 1189, Tochter von Guillaume Talvas, Comte de Ponthieu et d‘Alençon, Sire de Montgommery, Bellême etc. (Haus Montgommery)
          1. Geoffroy (III.) de Mayenne, 1128 bezeugt, † 18. Februar oder 25. Juli 1169, 1161 Sire de Mayenne, 1158 oder 1163 Kreuzritter; ⚭ (1) Constance de Bretagne, † 1148, Tochter von Conan III., Herzog von Bretagne (Haus Cornouaille), und Matilda (von England); ⚭ (2) um 1161, Isabelle de Meulan, † 10. Mai 1220, Tochter von Galéran IV. de Beaumont, Comte de Meulan (Haus Beaumont) und Agnes de Montfort, Dame de Gournay-sur-Marne; sie heiratete in zweiter Ehe um 1170 Maurice (II.), Seigneur de Craon, † 12. Juli 1196 (Haus Craon)
            1. (1) Mahaut/Mathilde de Mayenne, * vor 1155, † 9. Juni 1210; ⚭ (1) André, Seigneur de Vitré, Sohn von Robert, Seigneur de Vitré, und Emma de Dinan (Haus Vitré); ⚭ (2) Thibaut de Mathefelon, um 1150/1197 bezeugt, Sohn von Hugues de Mathefelon und Elisabeth de Mathefelon
            2. (1) Clemence de Mayenne, † vor 1209, Dame d’Angon; ⚭ Robert (IV.), Seigneur de Sablé, de la Suze, et de Briollay, † als Tempelritter in Palästina wohl 1195, Sohn von Robert (III.), Seigneur de Sablé, und Hersende
            3. (2) Juhel (II.) de Mayenne, 1172/83 minderjährig, vor 1188 volljährig, X gegen die Albigenser 12. oder 26. April oder 2. oder 4. Mai 1220, Sire de Mayenne et de Dinan, 1190 Kreuzritter, bestattet im Kloster Fontaine-Daniel; ⚭ (1) vor 1189 Gervaise de Vitré, † nach Juni 1248, Vicomtesse de Dinan, Tochter von Alain de Dinan, Seigneur de Vitré (Haus Vitré) und Clémence de Fougères (Haus Fougères); Juhel de Mayenne und Gervaise de Vitré gründeten 1205 das Kloster Fontaine-Daniel; sie heiratete in zweiter Ehe Geoffroy (I.), Vicomte de Rohan (Haus Rohan), und in dritter Ehe vor Januar 1224 Richard Marshal, 1231 Earl of Pembroke (Haus Marshal)
              1. Isabelle de Mayenne, † 11. November 1257, 1220 Dame de Mayenne; ⚭ (1) vor 1218 Dreux de Mello, * nach 1172, † 8. Januar 1249 (neuer Stil) auf Zypern, Seigneur de Saint-Maurice-Thizouaille, 1205 Seigneur de Loches et de Châtillon-sur-Indre, Sohn von Dreux (I.) de Mello (Haus Mello) und Ermengarde; ⚭ (2) vor 1251 Louis I. Comte de Sancerre, † 1268 Sohn von Guillaume (I.), Comte de Sancerre, (Haus Blois) und Marie den Charenton
              2. Jeanne de Mayenne, 1233/37 bezeugt † 11. April vor 1264, 1233 Dame de La Chartre, 1246 Dame de Lassay et de Château-du-Loir; ⚭ Pierre Comte de Vendôme † 25. März 1249 in Ägypten, Sohn von Jean de Montoire, Comte de Vendôme (Haus Montoire) und Aiglantine
              3. Marguerite de Mayenne, 1233/37 bezeugt, † 15. Januar vor 1264; ⚭ vor 1220 Henri (II.) d’Avaugour, * wohl 1205, † 6. Oktober 1281 in Dinan, 1213 Comte de Penthièvre, abgesetzt, Seigneur de Pontorson, de Goëllo et de Laigle, 1268 Franziskaner (OFM), Sohn von Alain de Bretagne, Comte de Penthièvre (Haus Rennes) und Adélaide, bestattet in Dinan

          2. Gauthier de Mayenne, 1150/85 bezeugt, † vor 1191; ⚭ vor 1166 Cecily FitzJohn, † 1207, of ½ Swanscombe (Kent), Tochter von Payn FitzJohn of Ewyas, Sheriff of Hereford, Witwe von Roger Fitzmiles, 2. Earl of Hereford († 1155), und Guillaume de Poitou
          3. Hamelin de Mayenne, 1150/89 bezeugt
          4. Guillaume de Mayenne, 1158/90 bezeugt, † wohl vor 1195
          5. Guy de Mayenne, 1158/62 bezeugt
          6. Juhel de Mayenne, 1158/63 bezeugt; ⚭ ? nach 1663, Matilda de Bohun, * wohl 1140/43, † nach 9. Februar 1196, Tochter von Humphey de Bohun und Margaret of Hereford, Witwe von Henry d‘Oilly, sie heiratet (in dritter Ehe) Walter FitzRobert of Little Dunmow, Essex
          7. Aline, † 15. September wohl 1180

        3. Mathilde de Mayenne, † 8. Februar nach 1162 in Beaune, oder Château de Méduan bei Magny-lès-Villers, bestattet in Notre-Dame de Beaune; ⚭ wohl 1116 Hugues II. Borel/Le Pacifique, Herzog von Burgund, Sohn von Eudes I. Borel, Herzog von Burgund, und Sibylle von (Freigrafschaft) Burgund
        4. Töchter, 1114 bezeugt
        5. Félicie de Mayenne, 1120 bezeugt
        6.  ? Tochter ⚭ (Dispens) NN Comte de Mortagne (Haus Châteaudun)

      3. Hersende, vor 1059/um 1070 bezeugt

    3.  ? Hugues de Mayenne, Bruder von Geoffroy (II.), 1051 und 1060 bezeugt, † nach 1098; ⚭ Beatrix, † 1. September ...
      1. Geoffroy de Mayenne, † 19. Februar nach 1105, Vicomte de Mayenne 1075 (iuvenis vicecomes de Meduana), 1088 laicus, 1093 Elekt von Angers, 1094 Thesaurarius der Kathedrale von Angers, 1095–1101 Bischof von Angers, verzichtete und wurde Mönch in Cluny

    4.  ? Grihardus

### Weblink
- Charles Cawley, Medieval Lands, Maine – Nobility, Seigneurs de Mayenne (online)